# Plan d'épargne populaire
 (décembre 2016).

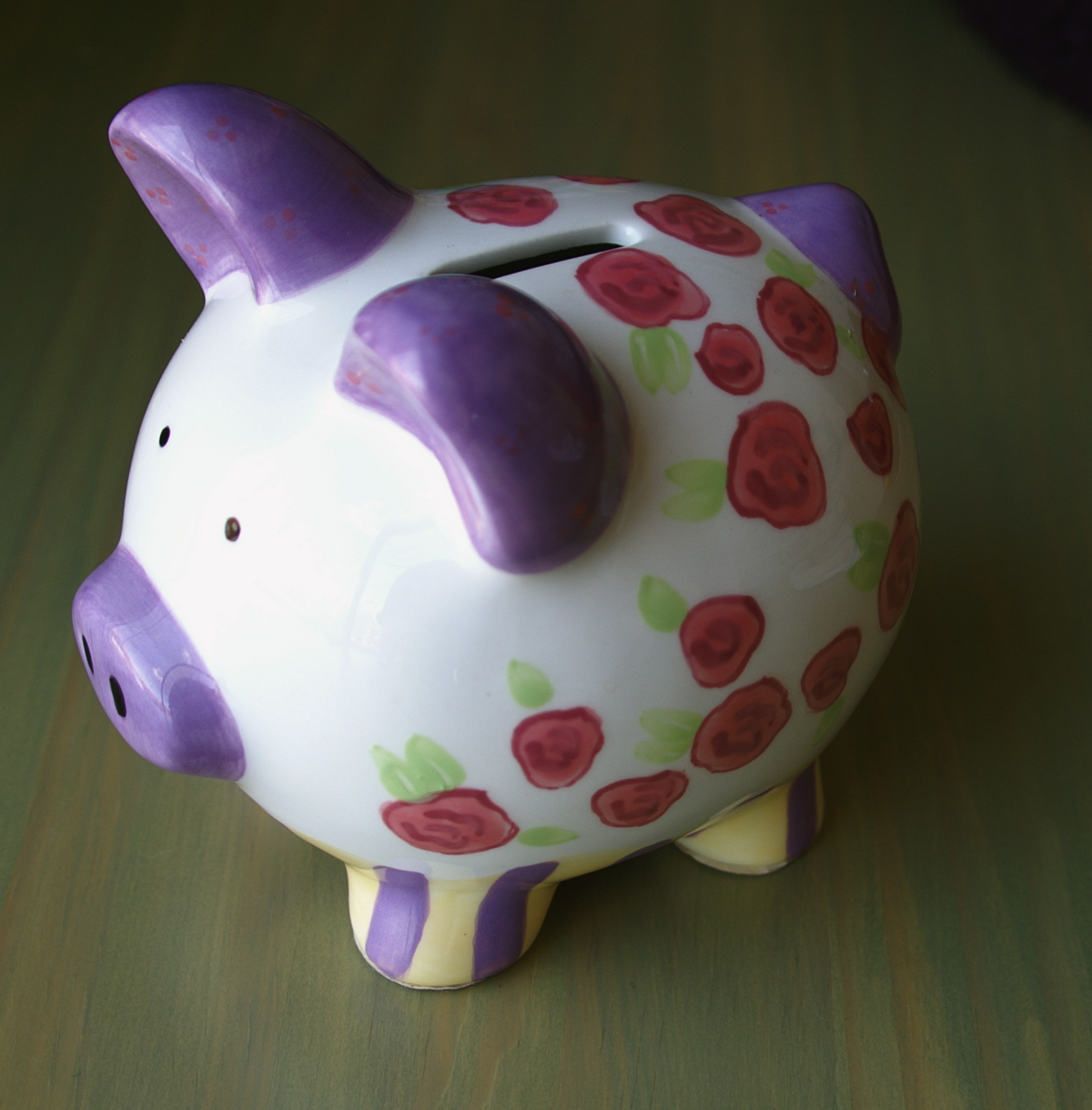

Le plan d'épargne populaire, ou PEP, est un ancien produit d'épargne français reposant sur un placement de fonds à long terme, l'épargne étant ensuite reversée sous forme de capital ou de rente viagère. 

## Historique
Le PEP est présenté par Pierre Bérégovoy, ministre des Finances du gouvernement Rocard, le 19 juillet 1987. Il vise notamment à remplacer le Plan d'épargne retraite (PER) créé par son prédécesseur Édouard Balladur en juin 1987 lors de la première cohabitation,.
À sa création, le PEP pouvait être ouvert sur une durée de dix ans et les versements qui y sont affectés ne peuvent excéder 600 000 FRF (164 802 EUR2023). Le capital constitué est redevable des droits de successions et de l'impôt de solidarité sur la fortune, nouvellement créé.

## Utilisation
Il n'est plus possible d'ouvrir un PEP depuis 2003, mais les plans ouverts avant cette date peuvent continuer à être alimentés. Plafonnés à 92 000 euros, les versements peuvent être libres ou périodiques.

## Taux du PEP
Le taux du PEP est fixé par l'établissement qui le propose. Il peut être fixe ou variable, suivant la nature du contrat. Un taux minimum peut également être garanti sur toute la durée du contrat. De manière générale, le taux du PEP était constitué d'un taux fixe courant sur une durée de 8 à 10 ans, puis d'un taux renouvelable tous les ans. 